# L̄
Cette page contient des caractères spéciaux ou non latins. S’ils s’affichent mal (▯, ?, etc.), consultez la page d’aide Unicode.
L̄ (minuscule : l̄), appelé L macron, est une lettre utilisée dans l’écriture du vote, du dialecte irlandais des Îles d'Aran, dans l’orthographe basque de Sabino Arana Goiri au XIXe siècle, et dans la romanisation ISO 233-1 de l’écriture arabe.
Elle est formée de la lettre L diacritée d’un macron.

## Utilisation
Dans la romanisation ISO 233-1 de l’écriture arabe, ‹ l̄ › translittère le lām šaddah ‹ لّ ›, le lām et le šaddah étant translittéré avec le l et avec le macron suscrit.

## Représentations informatiques
Le L macron peut être représenté avec les caractères Unicode suivants :
- décomposé (latin de base, diacritiques) :

| formes    | représentations | chaînes de caractères | points de code | descriptions                                 |
| --------- | --------------- | --------------------- | -------------- | -------------------------------------------- |
| majuscule | L̄               | L◌̄                    | U+004C U+0304  | lettre majuscule latine l diacritique macron |
| minuscule | l̄               | l◌̄                    | U+006C U+0304  | lettre minuscule latine l diacritique macron |